# Eriospermum dyeri
Eriospermum dyeri är en sparrisväxtart som beskrevs av Hermann Wilhelm Rudolf Marloth och Eily Edith Agnes Archibald. Eriospermum dyeri ingår i släktet Eriospermum och familjen sparrisväxter. Inga underarter finns listade i Catalogue of Life.